# Arthrochilus huntianus
Arthrochilus huntianus är en orkidéart som först beskrevs av Ferdinand von Mueller, och fick sitt nu gällande namn av Donald Frederick Blaxell. Arthrochilus huntianus ingår i släktet Arthrochilus och familjen orkidéer.

## Underarter
Arten delas in i följande underarter:
- A. h. huntianus
- A. h. nothofagicola